# Nadschi Sabri

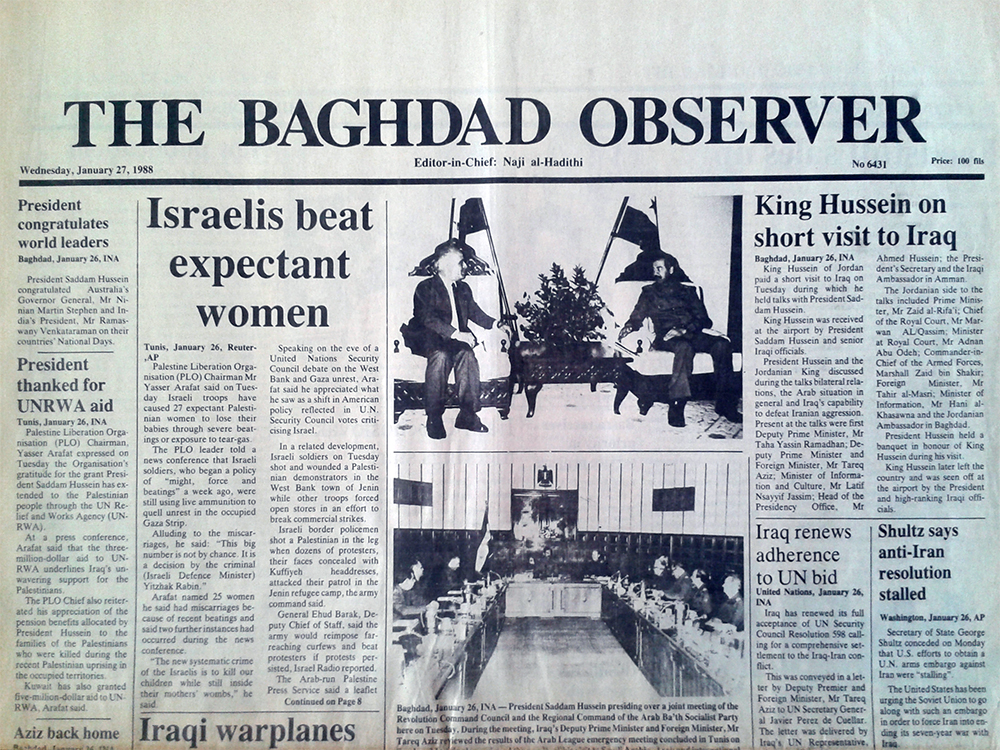
Als Naji al-Hadithi war Sabri von 1980 bis 1998 Chefredakteur der Tageszeitung The Baghdad Observer

Nadschi Sabri (arabisch ناجي صبري‎; * 1951 in Haditha, Irak), eigentlich Naji Sabri Ahmad Al-Hadithi, ist ein ehemaliger irakischer Politiker. Er war von 2001 bis 2003 der letzte Außenminister der irakischen Baath-Regierung.
Nach seinem Studium der Anglistik promovierte Nadschi Sabri in Linguistik und wurde Mitglied der Baath-Partei. Von 1968 bis 1975 war er Chefredakteur der Parteizeitung ath-Thawra (Die Revolution), von 1969 bis 1975 arbeitete er an der Universität Bagdad, von 1975 bis 1980 war er Dolmetscher und Berater der irakischen Botschaft in London. In London gründete und leitete er das irakische Kulturzentrum und gab ein Magazin über irakische Kunst heraus.
Zurück in Bagdad arbeitete Sabri von 1980 bis 1990 als Generaldirektor des Verlags Dar al-Ma'mun, von 1990 bis 1991 als Generaldirektor im Informationsministerium und von 1991 bis 1995 als stellvertretender Informationsminister. Vor allem aber war er von 1980 bis 1998 unter dem Pseudonym Naji al-Hadithi auch Chefredakteur der englischsprachigen Tageszeitung The Baghdad Observer und von 1986 bis 1995 Chefredakteur des Kunstmagazins Gilgamesh. Von 1995 bis 1999 arbeitete er an der al-Mustansiriyya-Universität.
Im Jahr 1999 ging er als irakischer Botschafter nach Österreich und 2000 in die Slowakei, ehe er Staatsminister im Außenministerium und am 4. August 2001 als Nachfolger Muhammad as-Sahhafs schließlich Iraks letzter baathistischer Außenminister wurde. Vor der US-alliierten Invasion floh er 2003 nach Katar.